# Liste des films colombiens sortis dans les années 1970
Cette liste répertorie les longs-métrages du cinéma colombien concernant la fiction, l'animation et les documentaires sortis dans les années 1970.
| Type         | Titre original                              | Titre français | Réalisateur                  | Année |
| ------------ | ------------------------------------------- | -------------- | ---------------------------- | ----- |
| Documentaire | Se llamaría Colombia                        | -              | Francisco Norden             | 1970  |
| Fiction      | Bajo el ardiente sol                        | -              | Zacarías Gómez Urquiza       | 1971  |
| Fiction      | Cumbia                                      | -              | Zacarías Gómez Urquiza       | 1971  |
| Fiction      | El taciturno                                | -              | Jorge Gaitán Gómez           | 1971  |
| Documentaire | Cali, ciudad de América                     | -              | Diego León Giraldo           | 1972  |
| Fiction      | Canción en el alma                          | -              | Lazlo Haverland              | 1972  |
| Fiction      | María                                       | -              | Tito Davison                 | 1972  |
| Fiction      | Una tarde, un lunes                         | -              | Alberto Giraldo Castro       | 1972  |
| Fiction      | El muro del silencio                        | -              | Luis Alcoriza                | 1973  |
| Documentaire | Homenaje al sexo                            | -              | Diego León Giraldo           | 1973  |
| Fiction      | Préstame tu marido                          | -              | Julio Luzardo                | 1973  |
| Fiction      | Amazonas para dos aventureros               | -              | Ernst Hofbauer               | 1974  |
| Fiction      | Aura o las violetas                         | -              | Gustavo Nieto Roa            | 1974  |
| Documentaire | Camilo, el cura guerrillero                 | -              | Francisco Norden             | 1974  |
| Fiction      | El tresoro de Morgan                        | -              | Zacarías Gómez Urquiza       | 1974  |
| Documentaire | Funerales de Gustavo Rojas Pinilla          | -              | Jairo Pinilla Téllez         | 1974  |
| Fiction      | Karla contra los jaguares                   | -              | Juan Manuel Herrera          | 1974  |
| Fiction      | Santo en el ministerio de la perla negra    | -              | Fernando Orozco              | 1974  |
| Documentaire | El congreso mundial de Brujería             | -              | Francisco Norden             | 1975  |
| Fiction      | El siervo José Gregorio (el médico de Dios) | -              | Henry Téllez                 | 1975  |
| Fiction      | Los jaguares contra el invasor misterioso   | -              | Juan Manuel Herrera          | 1975  |
| Fiction      | Paco                                        | -              | Robert Vincent O'Neill       | 1975  |
| Fiction      | Pistoleros de la muerte                     | -              | Juan Manuel Herrera          | 1975  |
| Fiction      | Raza de víboras                             | -              | René Cardona Jr.             | 1975  |
| Fiction      | Respetables delincuentes                    | -              | Ernst Hofbauer               | 1975  |
| Documentaire | Actividad del grupo indígena en Colombia    | -              | Jairo Pinilla Téllez         | 1976  |
| Documentaire | Campesinos                                  | -              | Marta Rodríguez, Jorge Silva | 1976  |
| Fiction      | La amiga de mi madre                        | -              | Mauro Ivaldi                 | 1976  |
| Fiction      | La llamada del sexo                         | -              | Tulio Demicheli              | 1976  |
| Fiction      | Funeral siniestro                           | -              | Jairo Pinilla Téllez         | 1977  |
| Documentaire | Gamín                                       | -              | Ciro Durán                   | 1977  |
| Fiction      | Mamagay                                     | -              | Jorge Gaitán Gómez           | 1977  |
| Fiction      | Ángel negro                                 | -              | Tulio Demicheli              | 1978  |
| Fiction      | El candidato                                | -              | Mario Mitrotti               | 1978  |
| Fiction      | El patas                                    | -              | Pepe Sánchez                 | 1978  |
| Documentaire | En India                                    | -              | Carlos Palau                 | 1978  |
| Fiction      | Esposos en vacaciones                       | -              | Gustavo Nieto Roa            | 1978  |
| Animation    | La pobre viejecita                          | -              | Fernando Laverde             | 1978  |
| Fiction      | Las muñecas de King Kong                    | -              | Alfredo B. Crevenna          | 1978  |
| Fiction      | Pasos en la niebla                          | -              | Jose María Arzuaga           | 1978  |
| Fiction      | Arrieros semos                              | -              | Carlos Eduardo Uribe         | 1979  |
| Fiction      | Colombia Connection : contacto en Colombia  | -              | Gustavo Nieto Roa            | 1979  |
| Fiction      | El taxista millonario                       | -              | Gustavo Nieto Roa            | 1979  |
| Fiction      | Mientras arde el fuego                      | -              | Julio Roberto Peña           | 1979  |
| Fiction      | Tigre                                       | -              | Rodolfo de Anda              | 1979  |